# Lewis Lindsay Dyche
Lewis Lindsay Dyche est un zoologiste américain, né le 20 mars 1857 à Berkeley Springs et mort le 20 janvier 1915.

## Biographie
Il est le fils d’Alexander Dyche et de Mary née Reilly. Il obtient son Bachelor of Arts puis, en 1884, son Bachelor of Sciences à l’université du Kansas. Puis, au même endroit, en 1886, son Master of Arts et, en 1888, son Master of Sciences.
De 1885 à 1886, il est professeur assistant à l’université du Kansas, de 1886 à 1890, professeur d’anatomie comparée, de 1890 à 1900, professeur de zoologie et conservateur des oiseaux et des mammifères au Muséum de l’université, de 1900 à 1915, professeur de taxidermie et de taxinomie zoologique.
Dyche participe à 23 expéditions scientifiques et réalise, à l’université du Kansas, une importante collection de grands mammifères d’Amérique du Nord.